# Synaphosus
Synaphosus is een geslacht van spinnen uit de familie bodemjachtspinnen (Gnaphosidae).

## Soorten
De volgende soorten zijn bij het geslacht ingedeeld:
- Synaphosus daweiensis Yin, Bao & Peng, 2002
- Synaphosus evertsi Ovtsharenko, Levy & Platnick, 1994
- Synaphosus femininis Deeleman-Reinhold, 2001
- Synaphosus gracillimus (O. P.-Cambridge, 1872)
- Synaphosus intricatus (Denis, 1947)
- Synaphosus kakamega Ovtsharenko, Levy & Platnick, 1994
- Synaphosus karakumensis Ovtsharenko, Levy & Platnick, 1994
- Synaphosus khashm Ovtsharenko, Levy & Platnick, 1994
- Synaphosus kris Deeleman-Reinhold, 2001
- Synaphosus makhambetensis Ponomarev, 2008
- Synaphosus minimus (Caporiacco, 1936)
- Synaphosus nanus (O. P.-Cambridge, 1872)
- Synaphosus neali Ovtsharenko, Levy & Platnick, 1994
- Synaphosus palearcticus Ovtsharenko, Levy & Platnick, 1994
- Synaphosus paludis (Chamberlin & Gertsch, 1940)
- Synaphosus raveni Deeleman-Reinhold, 2001
- Synaphosus sauvage Ovtsharenko, Levy & Platnick, 1994
- Synaphosus shirin Ovtsharenko, Levy & Platnick, 1994
- Synaphosus soyunovi Ovtsharenko, Levy & Platnick, 1994
- Synaphosus syntheticus (Chamberlin, 1924)
- Synaphosus taukum Ovtsharenko, Levy & Platnick, 1994
- Synaphosus trichopus (Roewer, 1928)
- Synaphosus turanicus Ovtsharenko, Levy & Platnick, 1994
- Synaphosus yatenga Ovtsharenko, Levy & Platnick, 1994